# 阿达·海格贝格
阿达·马丁娜·斯托尔斯莫·海格贝格（挪威語：Ada Martine Stolsmo Hegerberg，1995年7月10日—）是一名挪威职业女子足球員，司職前鋒，目前效力于法國甲組女子足球聯賽俱乐部奥林匹克里昂，她也是挪威国家女子足球队成員。
2018年，她成为首位获得女子金球奖的球員。她還是欧足联女子冠军联赛單賽季最多進球數紀錄保持者（15），目前也是欧足联女子冠军联赛进球最多的球员（59）。